# جامعة الدفاع الوطني الماليزية
جامعة الدفاع الوطني في ماليزيا (بالملايوية: Universiti Pertahanan Nasional Malaysia)‏ هي جامعة عسكرية في ماليزيا. تأسست عام 1995 ويقع مقرها في العاصمة كوالالمبور .

## تاريخها
كانت جامعة الدفاع الوطني في الأصل أكاديمية تابعة للقوات المسلحة الماليزية. تأسست في 1 يونيو 1995 وكانت عبارة عن منظمة تقدم درجات البكالوريوس في مجالات الهندسة والعلوم والإدارة إلى جانب التدريب العسكري. في 10 نوفمبر 2006 تمت ترقية الأكاديمية إلى جامعة الدفاع الوطني.

## المنهج الدراسي

### برنامج الجامعة

#### البرنامج الأكاديمي

##### مركز اللغات
- اللغة والتواصل بين الثقافات

##### كلية هندسة الدفاع
- هندسة مدنية
- الهندسة الكهربائية والإلكترونية
- الهندسة الكهربائية والإلكترونية (اتصالات)
- هندسة ميكانيكي
- ميكانيكي - هندسة سيارات
- ميكانيك - هندسة طيران
- الهندسة الميكانيكية - هندسة التكنولوجيا البحرية
- هندسة دفاع فني

##### كلية علوم الدفاع
- علوم الحاسب (نظام الأمن)
- علوم الكمبيوتر (الذكاء الاصطناعي)
- التكنولوجيا البحرية

##### كلية دراسات إدارة الدفاع
- إدارة الموارد البشرية الدفاعية
- الدراسات الاستراتيجية
- إدارة الأمن والدفاع

##### كلية الطب وعلوم الصحة الدفاعية
- بكالوريوس في الطب